# Zusamplatte
Koordinaten: 48° 30′ 1,1″ N, 10° 34′ 25″ O
Die Zusamplatte ist ein Naturraum der Donau-Iller-Lech-Platte. Sie wird begrenzt durch das Donauried im Norden, Schmutter sowie Stauffenbergserie im Osten, Reischenau im Süden und Mindel im Westen.

## Naturraum
Nach den Gliederungen des Handbuchs der naturräumlichen Gliederung Deutschlands von Meynen/Schmithüsen (1953–1962) und den Verfeinerungen der Einzelblätter Nr. 180 Augsburg und Nr. 172 Nördlingen handelt es sich um den Naturraum 046.6 der Iller-Lech-Schotterplatten im Alpenvorland. Er gehört zur naturräumlichen Haupteinheit 04 – Donau-Iller-Lech-Platte.

## Geologie
Die Bezeichnung „-Platte“ beschreibt einen Schotterkörper, der im Quartär im Alpenvorland periglazial deponiert wurde. Die Schotter der Zusamplatte können relativ in den Donaukomplex (Calabrium) eingestuft werden. Bei Roßhaupten und Lauterbrunn konnte in solifluktivem Lößlehm die Brunhes-Matuyama-Umkehr des Erdmagnetfelds nachgewiesen werden.
Die auf der Zusamplatte nacheiszeitlich verbliebenen Mittelgebirgsrümpfe sind in Kartenwerken als nördlicher Holzwinkel verzeichnet.